# Tilgidopsis haesitans
Tilgidopsis haesitans är en stekelart som beskrevs av Cockerell 1922. Tilgidopsis haesitans ingår i släktet Tilgidopsis och familjen brokparasitsteklar. Inga underarter finns listade i Catalogue of Life.